# Лебединська міська територіальна громада
Лебединська міська громада — територіальна громада в Україні, в Сумському районі Сумської області. Адміністративний центр — місто Лебедин. 
Площа громади — 1642,9 км², населення — 42 846 мешканців (2020).
19 липня 2020 року, в результаті адміністративно-територіальної реформи та ліквідації Лебединського району, громада увійшла до складу новоутвореного Сумського району.

## Населені пункти
У складі громади 1 місто (Лебедин), 4 селища (Андріївське, Залізничне, Мирне та Новопетрівка) і 120 сіл:
- Байрак
- Барабашівка
- Басівщина
- Березів Яр
- Бишкінь
- Боброве
- Бойки
- Боровенька
- Будилка
- Букати
- Бурівка
- Валки
- Василівка
- Великий Вистороп
- Великі Луки
- Вершина
- Вільшанка
- Влізьки
- Ворожба
- Галушки
- Гамаліївка
- Гарбарі
- Гарбузівка
- Гірки
- Гостробури
- Грабці
- Гринцеве
- Грицини
- Грунь
- Грушеве
- Гудимівка
- Гутницьке
- Даценківка
- Дігтярі
- Дмитрівка
- Дремлюги
- Дружне
- Забуги
- Зелений Гай
- Калюжне
- Кам'яне
- Караван
- Катеринівка
- Кердилівщина
- Ключинівка
- Корчани
- Костів
- Куданівка
- Кулики
- Куличка
- Курган
- Курилівка
- Лебединий Бобрик
- Лифине
- Лободівщина
- Лозово-Грушеве
- Ляшки
- Майдаки
- Малий Вистороп
- Мартинці
- Марусенкове
- Межиріч
- Мирне
- Миронівщина
- Михайлівка
- Новоселівка
- Новосільське
- Овдянське
- Олександрівка
- Олексенкове
- Олексіївка
- Павленкове
- Падалки
- Панченки
- Парфили
- Патріотівка
- Пащине
- Переліски
- Північне
- Підопригори
- Підсулля
- Пісківка
- Плетньове
- Помірки
- Пристайлове
- Протопопівщина
- Радчуки
- Ревки
- Руда
- Рябушки
- Савенки
- Селище
- Семенівка
- Ситники
- Сіренки
- Слобода
- Софіївка
- Старонове
- Стеблянки
- Степне
- Степове
- Ступки
- Супруни
- Токарі
- Топчії
- Тригуби
- Харченки
- Хилькове
- Червлене
- Червоне
- Черемухівка
- Чернецьке
- Чернишки
- Чижове
- Шевченкове
- Штепівка
- Шумили
- Щетини
- Яроші
- Яснопілля

## Див.також
Обстріли Лебединської міської громади